# Manuel Llanos Medina
Manuel Llanos Medina (29 de marzo de 1873- 10 de junio de 1953) fue un militar español, que logró alcanzar la graduación de general.

## Biografía
Fue hermano de Emilia Llanos Medina. Ingresó en la Academia General Militar el 30 de agosto de 1888; finalizó sus estudios en 1892, licenciándose con el rango de segundo teniente. Llegó a intervenir en las campañas militares de Cuba y Marruecos. En 1920 ascendió al rango de coronel. En febrero de 1925 fue nombrado comandante del Regimiento de Cartagena, ocupando también el cargo de gobernador militar de Cartagena. En 1928 ascendió al rango de general de brigada.
Durante los siguientes años asumiría el mando de la segunda brigada de la 9.ª División (1929) y de la primera brigada de la 5.ª División (1931). Tras la proclamación de la Segunda República, en junio de 1931 fue nombrado comandante de la 5.ª Brigada de infantería, puesto que mantuvo hasta noviembre de ese año.
A comienzos de 1936 asumió el mando de la 8.ª Brigada de Infantería. En marzo de 1936 fue nombrado comandante de la 3.ª Brigada de Infantería y gobernador militar de Granada, en sustitución del general Eliseo Álvarez-Arenas. Militar marcadamente derechista, con Llanos Medina dio comienzo la conspiración militar en la capital granadina. Sin embargo, el gobierno republicano conocía sobradamente sus actividades conspirativas y el 10 de julio fue destituido y trasladado.
Llanos Medina se unió a las Fuerzas sublevadas, aunque no tuvo un papel relevante durante la Guerra civil. En septiembre de 1939 pasó a la reserva.

## Condecoraciones
- Gran Cruz de la Real y Militar Orden de San Hermenegildo (1929)[11]